# Kocourekia
Kocourekia är ett släkte av steklar. Kocourekia ingår i familjen finglanssteklar.
Kladogram enligt Catalogue of Life:
| Kocourekia | \| \| Kocourekia clavigera \| \| \| \| \| \| Kocourekia debilis \| \| \| \| |
|            | \| \| Kocourekia clavigera \| \| \| \| \| \| Kocourekia debilis \| \| \| \| |
|            | Kocourekia clavigera                                                        |
|            |                                                                             |
|            | Kocourekia debilis                                                          |
|            |                                                                             |